# Њујоршки плавци (12. сезона)
Њујоршки плавци је америчка телевизијска полицијска серија смештена у Њујорку која приказује унутрашње и спољашње борбе измишљене 15. станице на Менхетну.
Сезона 12 је емитована од 21. септембра 2004. до 1. марта 2005. године.

## Опис
У 12. сезони је Кури Грејем као поручник Томас Бејл заменио Џона Ф. О’Донохјуа, а Бони Сомервил као детектив Лора Марфи је заменила Кони Макдауел. На крају сезоне Медавој је отишао у пензију, а Сиповиц је унапређен у наредника и преузео је контролу одељења у 15. станици након што је Бејл отишао.

## Улоге

### Главне
- Денис Франц као Енди Сиповиц
- Марк-Пол Госелар као Џон Кларк мл.
- Гордон Клап као Грег Медавој
- Хенри Симонс као Болдвин Џоунс
- Жаклин Обрадорс као Рита Ортиз
- Бил Брочрап као ЛАП Џон Ирвин
- Кури Грејем као Томас Бејл
- Бони Сомервил као Лора Марфи

### Епизодне
- Џими Смитс као Боби Симон (Епизода 6)

## Епизоде
| Бр. у серији | Бр. у сезони | Наслов                                     | Редитељ         | Сценариста                                   | Емитовањe           |
| --- | ------------ | ------------------------------------------ | --------------- | -------------------------------------------- | ------------------- |
| 242 | 1            | Хаљина за успех                            | Џеси Бочко      | Бил Клакр, Мат Олмстед                       | 21. септембар 2004. |
| Одељенски хајпер-контролерски нови шеф, Томас Бејл, долази у одељење. У међувремену, Ортизовој је нова партнерка кокетна новајлијка, детективка Лора Марфи, сексолог и бескућник су побијени, Кларк мл. замишља жене после самоубиства његове бивше девојке, а Сиповица прати ухода. Напомена: Прва појава Томаса Бејла и Лоре Марфи. |              |                                            |                 |                                              |                     |
| 243 | 2            | Риба ван воде                              | Џеси Бочко      | Бил Кларк, Николас Вутон                     | 28. септембар 2004. |
| Тензија расте када мртва трудница доведе Сиповица и Кларка мл. до могуће преваре са усвајањем. У међувремену, жена удата за бившег преваранта тврди да је неко упао и претукао је и украо јој бакин дијамантски прстен, Сиповиц сумња да му је ухода отровао рибицу у станици, а поручник Бејл упада Сиповицу у истрагу. |              |                                            |                 |                                              |                     |
| 244 | 3            | Велике кугле од гвожђа                     | Марк Тинкер     | Бил Кларк, Том Шентгиорги                    | 12. октобар 2004.   |
| Син детектива Сиповица је отет док се враћао кући, реформисани сексуални преступник је убијен, а у случај је умешана једна од његових бивших жртава, а поручник Бејл се још једном сукобљава са свима у одељењу. |              |                                            |                 |                                              |                     |
| 245 | 4            | Развод у детективском стилу                | Mарк Тинкер     | Бил Кларк, Кит Иснер                         | 12. октобар 2004.   |
| Човек пријављује да му је син отет, Сиповиц и Кларк мл. имају неуспех, млада жена је пронађена мртва у орману у свом стану, сведочење Кларка мл. је неприхватљиво на суду јер је спавао са девојком умешаном у случај, а мистериозна журка наставља да нервира Сиповиц који проналази уређај за прислушкивање у свом ауту. |              |                                            |                 |                                              |                     |
| 246 | 5            | Смараш ме                                  | Џон Хејмс       | Бил Кларк, Грег Плеџмен                      | 26. октобар 2004.   |
| Упркос говору пуном мржње Кларка мл. према њему, Енди одлази у кафану где га зову и говоре му да је Кларк мл. пијан. Кларк мл. напада Ендија што га је одвео кући, али ућути када је Ендија упуцао неко непознат. Енди је лашке повређен, углед Кларка мл. пати највише, а он је открио да је као одвратна, развратна свиња повредио сваку жену на улици, укључујући малолетну ученицу и потпуну Ледену краљицу. Онда је штребер, који је био узнемирен што му је Кларк мл. украо Ледену краљицу, признао да је упуцао Ендија грешком, Кларк мл. је одлучио да ћути, а поручник Бејл му је дао да бира: или ће да се сабере или ће бити пребачен из 15. до краја своје каријере у НЈПО-у. Бејл и Енди истражују бубу у Ендијевом ауту, и откривају да Стен Хачер стоји иза тога. Бејл је решио проблем, али је толико бесан што Енди није пратио његова упутства, Енди му захваљује, што доводи до њихове најгоре свађе. |              |                                            |                 |                                              |                     |
| 247 | 6            | Ствар са видом                             | Тавна МекКирнан | Бил Кларк, Вилијам Финкелштајн               | 9. новембар 2004.   |
| Човек је избоден док је возио комби своје породице, радника у видео клубу је избоо пљачкаш, антиквар пријављује сумњиву крађу, а Медавој прихвата тренутни посао као чувар у кафани. Напомена: Последња појава Бобија Симона. |              |                                            |                 |                                              |                     |
| 248 | 7            | Моја вечера са Ендијем                     | Кевин Хукс      | Бил Кларк, Том Шентгиорги                    | 16. новембар 2004.  |
| Материјални сведок је претучен на улици, Медавојев посао је у ризику, јер је ухваћен како ради на црно, а Болдвин хоће старатељство над Мајклом, али хоће и дечаков грозни отац. |              |                                            |                 |                                              |                     |
| 249 | 8            | Свиђа ми се Ике                            | Џеси Бочко      | Бил Кларк, Кит Иснер                         | 23. новембар 2004.  |
| Кларк мл. штити сведока на суду, Џоунс долази на породични суд, али Мајкла нема, па га Мајклов отац оптужује за скривање дечака, Медавојева каријера је у ризику због рада нацрно, а Сиповиц учи за испит за наредника. |              |                                            |                 |                                              |                     |
| 250 | 9            | Клуб 3Х                                    | Maрк Тинкер     | Бил Кларк, Грег Бол, Стив Блекмен            | 30. новембар 2004.  |
| Када је Мајклов отац, Крег Вудраф убијен-а Мајкл и Џоунсов кућни пиштољ нестали-Сиповиц и Кларк мл. су присиљени да осумњиче и Џоунса и Мајкла. Медавоју се судило и осуђен је због рада на црно у кафани, а неког дечака је злостављао неко ко је возио црквени комби. |              |                                            |                 |                                              |                     |
| 251 | 10           | Мртав Доналд                               | Керол Бенкер    | Бил Кларк, Том Шентгиорги                    | 7. децембар 2004.   |
| Брат ментално нестабилног човека је упуцан, Медавоју се свиђе преваранткиња Бриџит, која је преварена, Сиповиц и Кларк мл. се сукобљавају са Бејлом јер је Бејл одлучио да ухапси нервозног оца који му је понудио мито да одбаци случај са дрогом против његовог сина, а Сиповиц полаже испит за наредника. |              |                                            |                 |                                              |                     |
| 252 | 11           | Бејл напоље                                | Џејк Полтро     | Бил Кларк, Кит Иснер                         | 14. децембар 2004.  |
| Сиповиц проналази Бејлову кредитну картицу у кући осумњиченог и сукобљава се са Бејлом о својим открићима. У међувремену, угледни адвокат је убијен у својим колима, Ортизова и Марфијева истражују пуцњаву из кола на кошаркашком терену, Кларк мл. се придружује ПОТ Мансону на пријему у част судије, а Медавој иде на ручак са преваранткињом Бриџит. |              |                                            |                 |                                              |                     |
| 253 | 12           | Волим своје жене, али, о, дете             | Алан Розенберг  | Бил Кларк, Вилијам Финкелштајн               | 21. децембар 2004.  |
| Млада трудница је убијена, а детективи откривају да је трудницин отац бигамиста, чије две породице држе кључ за решавање злочина. У међувремену, младе атрактивне девојке које су тек дошле на састанак Анонимних Алкохоличара су побијене, а Енди одводи одељење на тајну истрагу да би пронашао убицу, док Медавој склапа више од једног договора да би помогао Бриџит са позивом о некретнинама. |              |                                            |                 |                                              |                     |
| 254 | 13           | Столи са окретом                           | Џеси Бочко      | Бил Кларк, Том Шентгиорги                    | 11. јануар 2005.    |
| Сиповиц и Кларк мл. истражују серијског убицу који се убацио на АА састанке и лови жене које дави и размазује им кармин као свој заштитни знак. Ортизова и Марфијева иду на тајни задатака на АА састанак да се ухвати серијски убица. У међувремену, човек је пронађен избоден на смрт у свом стану пуном стероида, а истрага довод Кларка мл. да се нађе са женом са којом је раније спавао и која је умешана у случај убиства. |              |                                            |                 |                                              |                     |
| 255 | 14           | Страх од кауча                             | Боб Доерти      | Бил Кларк, Кит Иснер                         | 18. јануар 2005.    |
| Сиповиц и Кларк мл. истражују успешног имигрантског рестауратора са укусом за младе девојке, Ортизова сазнаје да Одељење за наркотике јури дечка њене рођаке, а Џоунс испитује полицајца у пензији о убиство љубавника жене његовог парализованог сина. |              |                                            |                 |                                              |                     |
| 256 | 15           | Бомба                                      | Maрк Тинкер     | Бил Кларк, Грег Плеџмен                      | 25. јануар 2005.    |
| Сиповиц и Кларк мл. истражују када је угледни пословни човек убијен у експлозији свог аута. Мисле да његов посао има везе са Колумбијским или Израелским бившим чуварем, а онда им долази жртвина хладнокрвна ћерка као кривац. Ортизова и Марфијева истражују убиство тинејџера на улици и откривају да је он кретен који је покушао да присили Хиспано ученика да буде кажњен убог свог грозног понашања. |              |                                            |                 |                                              |                     |
| 257 | 16           | Матори Квивер                              | Ед Бегли мл.    | Бил Кларк, Вилијам Финкелштајн               | 1. фебруар 2005.    |
| Сиповиц и Кларк мл. истражују када је стари милионер, ожењен женом 52 година млађом, пронађен угушен у кући. У међувремену, Медавој и Џоунс истражују убиство судијине мајке која је пронађена мртва у старачком дому, ПОТ Мансон упознаје Кларк мл. са својим арогантним моћним оцем, а Сиповиц је унапређен у наредника. |              |                                            |                 |                                              |                     |
| 258 | 17           | Наредник Сиповиц од срца воли бенд у клубу | Џон Хејмс       | Бил Кларк, Том Шентгиорги                    | 8. фебруар 2005.    |
| Када је амерички војни наредник убијен, Кларк мл. сумња на брата војника из Ирака. У међувремену, бескућник је пронађен мртав у контејнеру, а Медавоју девојка Бриџит Скофилд нуди понуду коју не може да одбије. |              |                                            |                 |                                              |                     |
| 259 | 18           | Лени берберин                              | Рик Валас       | Бил Кларк, Кит Иснер                         | 15. фебруар 2005.   |
| Сиповиц, Марфијева и Ортизова истражују убиство колеге полицајца, Кларк мл. и Џоунс, сада партнери, истражују жену претучену на смрт чији је муж јевреји власник радње, Бејл је упуцан у току истраге на случају, а Медавој одлази у пензију. |              |                                            |                 |                                              |                     |
| 260 | 19           | Бејл за шефа                               | Џеси Бочко      | Бил Кларк, Том Шентгиорги, Кит Иснер         | 22. фебруар 2005.   |
| Док је Бејл у болници, одељење добија новог шефа који је више заинтересован за голф него за решавње убиства. У међувремену, када је млада Муслиманка млада пронађена мртва, Ортизова и Марфијева осумњиче њеног мужа, Сиповиц, Кларк мл. и Џоунс хапсе човека осумњиченог за Бејлово рањавање, а Бејл трајно повређен препоручује Сиповица за новог шефа. |              |                                            |                 |                                              |                     |
| 261 | 20           | Дан за промене                             | Maрк Тинкер     | Стивен Бочко, Бил Кларк, Вилијам Финкелштајн | 1. март 2005.       |
| Две новајлије стижу у 15., Реј Квин и Џој Словак. Сиповиц је постао нови шеф одељења и сукобио се са наредником из 25. станице који је сада пензионер са две звездице. При крају епизоде поручник Томас Бејл и Сиповиц се рукују и завршавају свађе међу собом из претходне епизоде док Бејл предаје одељење Ендију знајући да ће он како треба водити 15. станицу. |              |                                            |                 |                                              |                     |